# Chlaenius angustus
Chlaenius angustus är en skalbaggsart som beskrevs av Tim R. New. Chlaenius angustus ingår i släktet Chlaenius och familjen jordlöpare. Inga underarter finns listade i Catalogue of Life.